# Connachta
Le Connachta est un groupe dynasties médiévales irlandaises qui prétendaient descendre du légendaire Ard ri Erenn
Conn Cétchathach (Conn aux Cents Batailles). La province ouest de l'Irlande le Connacht (Irlandais Cúige Chonnacht, littéralement cinquième Connachta) lui doit son nom, bien que les domaines des Connachta ont à diverses périodes inclus des parties variables du sud et de l'est de l'Ulster et du nord du Leinster. Le site de leur capitale traditionnelle se trouvait à Crúachan dans l'actuel comté de Roscommon.

## Histoire
L'utilisation du terme cúige, ancien cóiced, littéralement cinquième, pour désigner une province indique l'existence d'une pentarchie dans la période protohistorique, dont une partie des membres estimaient appartenir à un groupe, les Connachta. L'Ulaid (Ulster) le Laigin (Leinster), la région de Mumu (Munster), et au centre le royaume de Mide en étaient les quatre autres composantes. Cette pentarchie semble avoir éclaté au début du Ve siècle avec la régression de la taille de l'Ulaid et les expansions au nord et à l'est des nouvelles dynasties Connachta.
La tradition historique médiévale irlandaise fait débuter cette dynastie avec les quatre ou cinq fils d'Eochaid Mugmedon : Brion, Ailill, Fiachrae, Fergus Caech (peut-être une addition littéraire postérieure), et Niall Noigiallach. Quatre furent les ancêtres des nouvelles dynasties irlandaises : celle de Brión des Uí Briúin, de Fiachrae des Uí Fiachrach) et d'Ailill des Uí Ailello, plus tard remplacés par les Uí Maine) qui sont connues comme teóra Connachta, ou l’historique « Trois Connachta » de la province elle-même. Les descendants du dernier Niall, les Uí Néill, surpassèrent leurs parents et établirent ou continuèrent la soi-disant lignée des Ard ri Erenn de Tara, et devinrent la plus puissante dynastie d'Irlande jusqu'aux temps modernes.
Les dynasties du royaume d'Airgíalla, dont les Uí Maine, furent également incluses dans les Connachta par les généalogistes médiévaux,, on peut toutefois pas les relier avec certitude, car on estime qu'ils descendaient d'autres peuples, ajoutés plus tard aux schémas généalogiques. Quoi qu'il en soit, les liens avec des Uí Maine avec chacun des segments issus de leur ancêtre éponyme fondateur Máine Mór ont été maintenus pendant plus d'un millénaire.

## Les Connachta et le Cycle d'Ulster
Dans le récit du Cycle d'Ulster, les Connachta, qui règnent à Crúachan avec leur roi Ailill mac Máta et leur formidable reine Medb, sont les ennemis des Ulaid, qui règnent à Emain Macha (Navan Fort, Comté d'Armagh) avec Conchobar Mac Nessa, et leurs conflits, notablement le Táin Bó Cúailnge (c'est-à-dire : la Razzia des Vaches de Cooley), sont la toile de fond de la plupart des histoires.
Ces récits sont traditionnellement considérés comme contemporains de l'époque du Christ, ce qui crée un apparent anachronisme : les Connachta étant supposés tenir leur nom de l'éponyme Conn Cétchathach, qui dans la chronologie usuelle établie par le
Lebor Gabála Érenn, est réputé vivre au IIe siècle après J.-C.
Les textes postérieurs utilisent comme supposés premiers noms pour la province de l'ouest Cóiced Ol nEchmacht (en) (la province des Fir Ól nÉcmacht, un ancien peuple du Connacht) et Cóiced Genaind (la province de Genann, un souverain légendaire des Fir Bolg) tournant ainsi la difficulté. Cependant la tradition des récits est antérieure au schéma chronologique qui est une tentative artificielle des moines chrétiens de syncrétiser les traditions nationales avec la chronologie classique biblique et historique, et il est possible que le Cycle d'Ulster repose sur une guerre historique entre les Ulaid et les Connachta qui aurait été chronologiquement déplacée. Kenneth H. Jackson estime que les récits héroïques de l'Ulster se situaient originellement au IVe siècle.

## Sources
- (en) Francis John Byrne, Irish Kings and High-Kings, Londres, Batsford, 1973 (ISBN 0-7134-5882-8)
- (en) T.W Moody, F.X. Martin, F.J. Byrne A New History of Ireland IX Maps, Genealogies, Lists. A companion to Irish History part II . Oxford University Press réédition 2011  (ISBN 9780199593064) Kings of Connacht to 1183 p. 206.
- (en) Dáibhí Ó Cróinín, Ireland, 400–800, in Dáibhí Ó Cróinín (ed.), A New History of Ireland Vol 1, 2005, p. 182–234
- (en) R. A. Stewart Macalister (ed. & trans.), Lebor Gabála Érenn: The Book of the Taking of Ireland Part V, Irish Texts Society, 1956, p. 331-333
- Margaret C. Dobs (ed. & trans.), La Bataille de Leitir Ruibhe, Revue Celtique 39, 1922, p. 1–32
- (en) Kenneth Hurlstone Jackson, The Oldest Irish Tradition: a Window on the Iron Age, Cambridge University Press, 1964
- (en) Ouvrage collectif sous la direction d'Edel Bhreathnach The kingdom and landscape of Tara Four Courts Press for The Discovery Programme Dublin (2005)  (ISBN 1851829547). Tables 2 p. 342-343 « Historical Connachta et Early Ui Neill », Table 3 p.  344-345 « The Legendary Connachta », Table 1 p. 340-341.
- (en) Clare Downham, Medieval Ireland, Cambridge, Cambridge University Press, 2018, 338 p. (ISBN 978-1-906716-06-6)